# أسرى الحرب الفرنسيين في الحرب العالمية الثانية

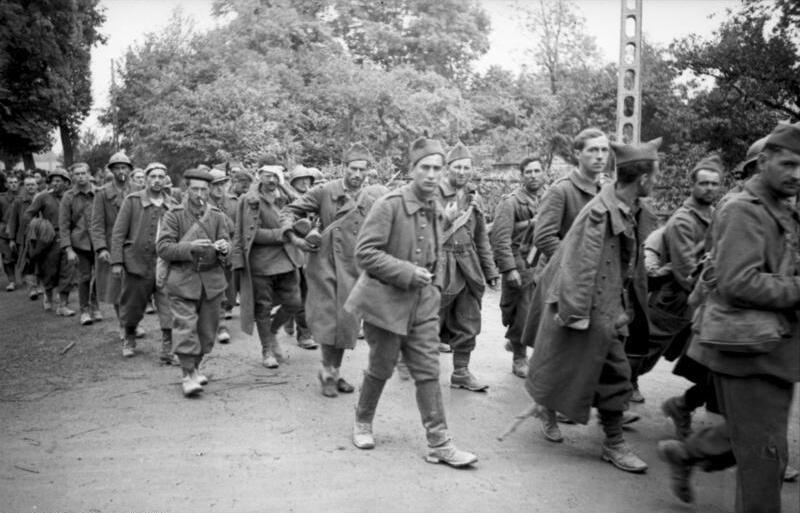
أسرى الجنود الفرنسيين خلال الحرب العالمية الثانية

خلال الحرب العالمية الثانية، كان أسرى الحرب الفرنسيين بشكل رئيسي جنودًا من فرنسا وإمبراطوريتها الاستعمارية أسرتهم ألمانيا النازية. رغم غياب التقديرات الدقيقة، بلغ عدد الجنود الفرنسيين المأسورين خلال معركة فرنسا بين مايو ويونيو 1940 نحو 1.8 مليون، أي ما يقارب 10% من إجمالي السكان الذكور البالغين في فرنسا آنذاك. بعد فترة قصيرة من الأسر في فرنسا، رُحّل معظم السجناء إلى ألمانيا. في ألمانيا، وُضع السجناء في معسكرات شتالاج أو أوفلاج حسب الرتبة، ولكن سرعان ما نقل الغالبية إلى معسكرات العمل (كوماندوس) للعمل في الزراعة أو الصناعة الألمانية. لكن سجناء المستعمرات الفرنسية ظلوا في فرنسا في معسكرات ذات أوضاع معيشية سيئة بسبب الأيديولوجيات الألمانية العنصرية.
خلال المفاوضات من أجل هدنة 22 يونيو 1940، تبنت الحكومة الفرنسية الفيشية سياسة التواطؤ مع قوى المحور على أمل الحصول على تنازلات ألمانية تسمح بإعادة الأسرى إلى الوطن. ومع ذلك، أرجأ الألمان عودة السجناء إلى حين التفاوض على معاهدة سلام نهائية، وهو ما لم يحدث أبدًا بسبب رفض بريطانيا الاستسلام وهزيمة ألمانيا في معركة بريطانيا. وكان لغياب نسبة كبيرة من السكان الذكور في فرنسا عواقب مهمة على وضع النساء في فرنسا المحتلة، ولعب جمع التبرعات الخيرية باسم الأسرى دورًا مهمًا في الحياة اليومية الفرنسية حتى وقت متأخر من الاحتلال. حدثت عودة محدودة لفئات معينة من أسرى الحرب من عام 1940 وكانت الحكومة حريصة على تشجيع عودة السجناء، حتى أنها أطلقت نظام «روليف» غير المحبوب بغية استبدال أسرى الحرب بالعمال الفرنسيين الذاهبين للعمل في ألمانيا. رغم ذلك، بقي الكثير من السجناء في الأسر الألماني حتى هزيمة ألمانيا في 1945. واجه الأسرى العائدون إلى فرنسا، إما من خلال الإعادة إلى الوطن أو الفرار، الوصم من قبل السكان المدنيين الفرنسيين ولم يلقوا سوى القليل من التقدير الرسمي.

## الخلفية
في سبتمبر 1939، أعلنت كل من بريطانيا وفرنسا الحرب على ألمانيا عقب الغزو الألماني لبولندا. قرر المجلس الأعلى للحرب الأنجلو- فرنسية البقاء في موقف دفاعي على طول الحدود معتمدًا على خط ماجينو لمواجهة هجوم ألماني متوقع عبر الحدود الألمانية-الفرنسية. نظرًا لعدم تحرك أي من الطرفين على نحو هجومي، تطورت حرب زائفة تقابل فيها كلا الجانبين على طول الحدود.
في 10 مايو 1940، شن الألمان غزوًا على فرنسا من خلال بلجيكا وهولندا ولوكسمبورغ المحايدة. طوق التقدم الألماني السريع، باستخدام عقيدة الحرب الخاطفة الجديدة، قوات الحلفاء وسار بسرعة إلى فرنسا. بحلول نهاية مايو، استسلمت بلجيكا وهولندا ولوكسمبورغ وكان البريطانيون يسحبون قواتهم من دونكيرك. قُتل ما مجموعه نحو 100,000 جندي فرنسي في أرض المعركة. ووصلت القوات الألمانية إلى باريس في 14 يونيو. سببت صدمة الانتصارات الألمانية فترة من الانقسام ضمن حكومة الجمهورية الثالثة. التقى القادة الألمان في 18 يونيو بالمسؤولين الفرنسيين الذين سعوا إلى وقف الأعمال العدائية بهدف إقامة هدنة مع ألمانيا. كان رئيس الوزراء الجديد المارشال فيليب بيتان على رأس قادة الحكومة الجديدة، وهو بطل حرب فرنسي من الحرب العالمية الأولى وكان يُعرف ببساطة باسم «المارشال».
في 22 يونيو، وُقعت الهدنة الثانية في كومبيين بين فرنسا وألمانيا لتنهي الأعمال العدائية. وُضع شمال وغرب فرنسا تحت الاحتلال الألماني، بينما وُضعت الألزاس واللورين تحت الإدارة الألمانية المباشرة، لتصبح جزءًا فعليًا من ألمانيا على الرغم من عدم ضمها رسميًا. ستحتل إيطاليا منطقتها الخاصة في الجنوب الشرقي وسيظل باقي متروبوليتان فرنسا منطقة غير محتلة، ليشكل المنطقة الحرة. دعت الهدنة إلى أن تكون كل متروبوليتان فرنسا باستثناء الألزاس واللورين تحت قيادة حكومة فيشي المشكلة حديثًا بقيادة بيتان، على الرغم من أن سلطة بيتان في المناطق المحتلة كانت محدودة للغاية. كانت حكومة فيشي مستقلة بالاسم وحافظت على سيطرتها على المستعمرات الفرنسية في الخارج، لكنها على أرض الواقع كانت حكومة عميلة لألمانيا.

## أسرى الحرب الألمان
مع حلول موعد الهدنة في 22 يونيو، كان هناك قرابة 1.8 مليون جندي فرنسي في الأسر؛ وهو رقم يمثل نحو 10 بالمئة من إجمالي السكان الذكور البالغين في فرنسا آنذاك. كان أحد شروط هدنة كومبيين بقاء السجناء الفرنسيين في العهدة الألمانية حتى نهاية الحرب التي ظُن أنها وشيكة. كان السجناء الفرنسيون من كل الخلفيات والمناطق والمهن المدنية في فرنسا وشملوا أيضًا عددًا كبيرًا من الجنود من الإمبراطورية الاستعمارية الفرنسية. مع ذلك، كان ما يقارب ثلث إجمالي أسرى الحرب الفرنسيين مزارعين أو فلاحين فرنسيين، وفي بعض المناطق، كانت النسبة الإجمالية للعمال الزراعيين الذين أُسروا أعلى بكثير. سبب هذا نقصًا في اليد العاملة في الكثير من المهن المدنية وخاصة الزراعة التي كانت إلى حد كبير غير آلية. 
خلال فترة ما بين الحربين العالميتين، شهدت فرنسا هجرة كبيرة من أماكن أخرى في أوروبا. وبشكل خاص، خدم عدد كبير من البولنديين والجمهوريين الإسبان، الذين هاجروا إلى فرنسا، في الجيش الفرنسي لاحقًا وأُسروا من قبل الألمان. كثيرًا ما كان هؤلاء السجناء الأجانب يُفردون بمعاملة أسوأ.
في 1944 و1945، ومع تدهور الوضع الألماني، أصبح توفير الطعام لمعسكرات أسرى الحرب أكثر تقطعًا وأصبحت المجاعة مشكلة قائمة. مع تقدم القوات السوفييتية غربًا، أُخليت المعسكرات في الشرق وتحركت سيرًا على الأقدام، فيما سمي بمسيرات الموت، بعيدًا عن الجبهة ضمن أوضاع سيئة للغاية.

### معسكرات الاعتقال
احتُجز غالبية السجناء الفرنسيين في البداية في فرنسا، ولكن بعد عمليات فرار متكررة، قرر الألمان نقل الغالبية العظمى إلى معسكرات جديدة في ألمانيا وأوروبا الشرقية.
اختلفت الأوضاع في المعسكرات بشكل كبير جغرافيًا ومع مرور الوقت. كانت الأوضاع سيئة بشكل خاص في صيف عام 1940، إذ أصبحت المرافق غير كافية لاستيعاب العدد الكبير من أسرى الحرب الجدد، وفي الشتاء البارد خصوصًا في نفس العام. وبشكل تدريجي، مع إعادة السجناء إلى أوطانهم، خف الاكتظاظ، وتحسنت الأوضاع عمومًا. ولكن من 1943، ومع انقلاب الحرب على الجبهة الشرقية ضد ألمانيا، ساءت الأوضاع وأصبحت الإمدادات الغذائية أكثر شحًا. بُنيت بعض المعسكرات لاحتواء الأسرى مثل شتالاج 2-دي، لكن المعسكرات الأخرى كانت ثكنات أو مصحات عقلية أو حصون سابقة.
وزع السجناء في معسكرات حسب الرتبة. سُجن الضباط، الذين مُنحوا وضعًا مختلفًا عن الرتب الأخرى، في أوفلاجات (اختصار لتسمية «معسكر الضباط» بالألمانية) بينما سُجن ضباط الصف والرتب الأخرى في شتالاجات (أو «معسكر رئيسي» بالألمانية). أُلحق بكل شتالاج عدد من أربياتسكوماندوس (وحدة عمل) خارج المعسكر ذاته، يبعد بعضها مئات الكيلومترات عن المعسكر. لم تكن الغالبية العظمى من السجناء (نحو 93%) محتجزين خلف أسلاك شائكة، بل عملوا في المصانع الألمانية أو المزارع، وأحيانًا دون حراس.
قسم الألمان السجناء الواصلين إلى المعسكرات في مجموعات. كان هذا في الغالب عبارة عن جمع الجنود ذوي الخلفيات المتشابهة (الشيوعيين أو اليهود أو البريطين) لأغراض إدارية وللحد من تفاعلهم مع السجناء الآخرين. ورغم أن فرز الجنود حدث عمومًا على نطاق ضيق، أُنشئ معسكر في لوبيك للجنود الفرنسيين الذين أُطلق عليهم اسم «أعداء الرايخ»، ليتسنى احتجازهم في عزلة. وغالبًا ما كان يُرسل السجناء الذين يُعتبرون متمردين إلى معسكرات خاصة تكون الأوضاع فيها سيئة للغاية.